# Limnophila litigiosa
Limnophila litigiosa är en tvåvingeart som beskrevs av Alexander 1928. Limnophila litigiosa ingår i släktet Limnophila och familjen småharkrankar. Inga underarter finns listade i Catalogue of Life.